# Thomas Ignatius MacWan
Thomas Ignatius MacWan (* 14. Oktober 1952 in Bhavnagar, Gujarat) ist ein indischer Geistlicher und römisch-katholischer Erzbischof von Gandhinagar.

## Leben
Thomas Ignatius MacWan empfing am 9. April 1988 das Sakrament der Priesterweihe.
Am 11. November 2002 ernannte ihn Papst Johannes Paul II. zum Bischof von Ahmedabad. Der Erzbischof von Gandhinagar, Stanislaus Fernandes SJ, spendete ihm am 11. Januar 2003 die Bischofsweihe; Mitkonsekratoren waren der Erzbischof von Nagpur, Abraham Viruthakulangara, und der Bischof von Baroda, Godfrey de Rozario SJ.
Am 12. Juni 2015 ernannte ihn Papst Franziskus zum Erzbischof von Gandhinagar. Die Amtseinführung erfolgte am 12. September desselben Jahres.